# Emma Darwin
Emma Darwin, geboren als Emma Wedgwood (Maer, 2 maart 1808 - Downe, 7 oktober 1896) was de nicht en echtgenote van Charles Darwin. Zij was 9 maanden ouder dan hij. Het paar trouwde op 29 januari 1839; zij was toen 31 jaar. Emma Darwin geboren Wedgwood overleefde haar man 14 jaar.
Emma Wedgwood werd geboren in Maer Hall, Maer, Staffordshire als de jongste van zeven kinderen van Josiah Wedgwood II, een broer van Darwins moeder Susanna Wedgwood, en diens vrouw Elizabeth. Haar grootvader was Josiah Wedgwood, die fortuin had gemaakt als producent van aardewerk en porselein van het befaamd geworden merk Wedgwood.
Emma en Charles Darwin hadden tien kinderen:
- William Erasmus Darwin (1839-1914)
- Anne Elizabeth Darwin (1841-1851)
- Mary Eleanor Darwin (1842)
- Henrietta Emma "Etty" Darwin (1843-1927)
- George Howard Darwin (1845-1912)
- Elizabeth Darwin (1847-1926)
- Francis Darwin (1848-1925)
- Leonard Darwin (1850-1943)
- Horace Darwin (1851-1928)
- Charles Waring Darwin (1856-1858)